# Yamé
Cet article possède un paronyme, voir Yame (paronymie).
Le Yamé est une rivière qui s'écoule dans le cercle de Bandiagara (pays dogon) et va se jeter dans le fleuve Niger au niveau de la ville de Mopti.

## Géographie
Parcours tortueux sur le plateau Dogon, le Yamé a été canalisé à plusieurs endroits.

## Importance régionale
Une ONG allemande travaille depuis le début des années 1980 au développement de l'utilisation à des fins de production (cette même ONG construit chaque année une portion de route supplémentaire dans le plateau du pays Dogon). Plusieurs lacs de retenue à travers le plateau ont été créés et ont permis le développement de culture de riz et de "condiments" c'est-à-dire d'oignon et autres herbes grasses pour la cuisine. Ces cultures ont permis aux femmes de créer une petite industrie de conditionnement. Le produit final est vendu dans les marchés de la région, jusqu'au Burkina Faso tout proche.

## Crues
En 2007, le Yamé est sorti de son lit dans une inondation inhabituelle et a détruit un bon tiers de la ville de Bandiagara.

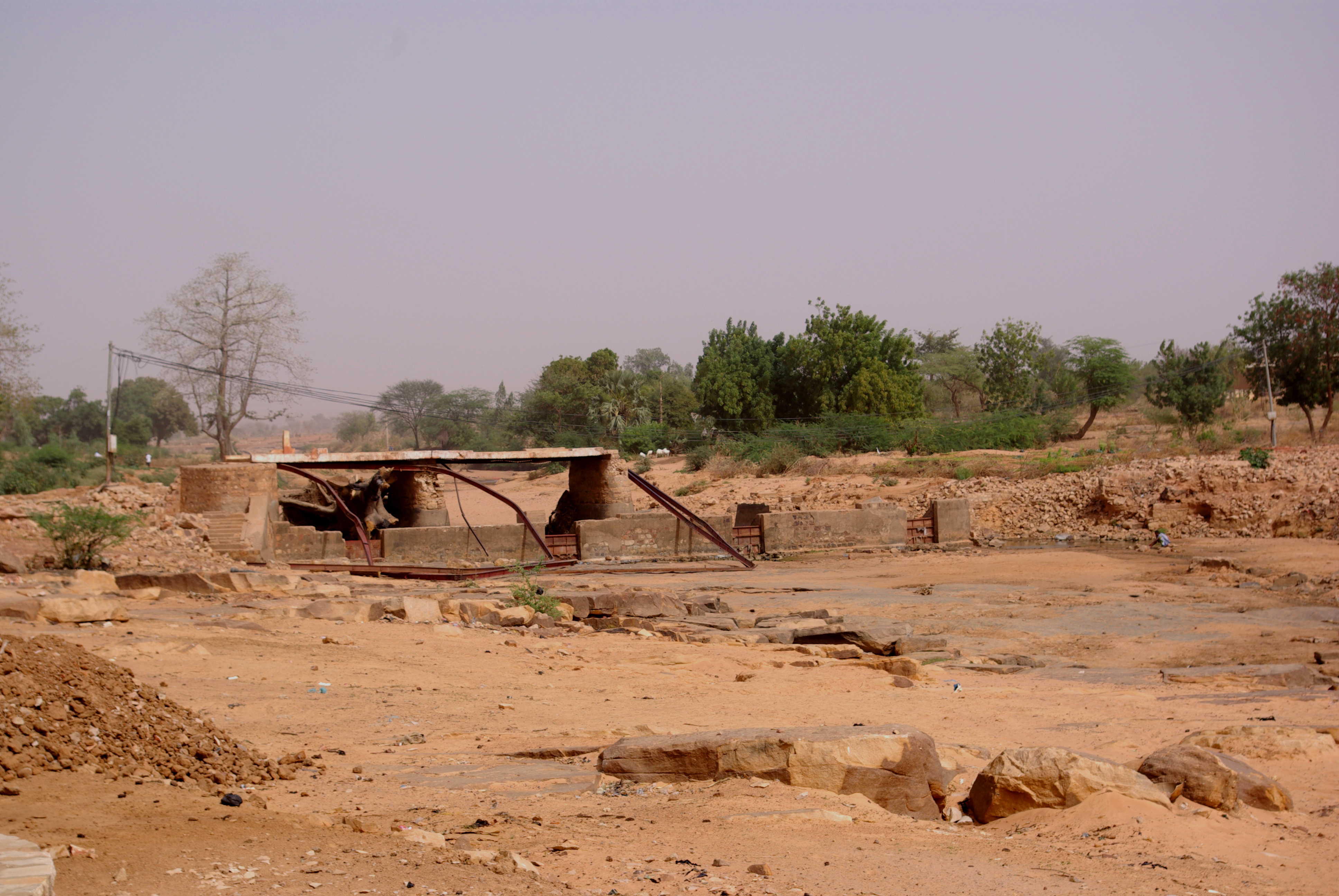
Le pont sur le Yamé, détruit par la crue de 2007. (Sortie Est de Bandiagara)